# Stop Islamisation of Europe
Aturem la Islamització d'Europa (SIOE per les seves sigles en anglès), és un grup contragihadista amb l'objectiu autoimposat de "prevenir l'islam de convertir-se en la força política dominant a Europa". És un grup d'interès polític que ha estat actiu a Dinamarca i destaca per les protestes anti-Islàmiques a Regne Unit. El grup es va originar mitjançant la unió del grup danés Stop Islamisation of Denmark amb activistes anglesos anti-islàmics.
El grup es manté en el seu objectiu d'oposar-se a l'extremisme Islàmic; el seu lema és "El racisme és la més baixa forma d'estupidesa humana, però la islamofòbia és de sentit comú".